# ISO 3166-2:NZ

Emplacement de XY (voir nom du fichier) dans la région

ISO 3166-2:NZ désigne la partie de la norme ISO 3166-2 qui concerne la Nouvelle-Zélande. Cette norme, édictée par l'Organisation internationale de normalisation, permet de désigner les principales subdivisions administratives du pays par un code en quelques chiffres et/ou lettres complétant le code ISO 3166-1 du pays.
Il existe un seul niveau désignant les régions (avec le territoire insulaire des Îles Chatham). Les dénominations officielles sont an anglais et en maori.
Auparavant, la norme avaient attribué NZ-N et NZ-S respectivement à l'Île du Nord et à l'Île du Sud.
| Code ISO 3166-2 | Régions                   | Régions                   |
| Code ISO 3166-2 | Nom anglais               | Nom maori                 |
| --------------- | ------------------------- | ------------------------- |
| NZ-AUK          | Auckland                  | Tāmaki-makau-rau          |
| NZ-BOP          | Bay of Plenty             | Te Moana a Toi Te Huatahi |
| NZ-CAN          | Canterbury                | Waitaha                   |
| NZ-GIS          | Gisborne                  | Tūranga nui a Kiwa        |
| NZ-HKB          | Hawke's Bay               | Te Matau a Māui           |
| NZ-MBH          | Marlborough               |                           |
| NZ-MWT          | Manawatu-Wanganui         | Manawatu Whanganui        |
| NZ-NSN          | Nelson                    | Whakatū                   |
| NZ-NTL          | Northland                 | Te Tai tokerau            |
| NZ-OTA          | Otago                     | Ō Tākou                   |
| NZ-STL          | Southland                 | Murihiku                  |
| NZ-TAS          | Tasman                    |                           |
| NZ-TKI          | Taranaki                  | Taranaki                  |
| NZ-WKO          |                           | Waikato                   |
| NZ-WGN          | Wellington                | Te Whanga-nui-a-Tara      |
| NZ-WTC          | West Coast                | Te Taihau ā uru           |
| NZ-CIT*         | Chatham Islands Territory | Wharekauri                |

Historique des changements
- 2010-06-30 : Ajout des préfixes des repères géographiques, rectification d’une erreur typographique et mise à jour résultant des réalités administrative et linguistique.
- 2014-11-03 : Modification de la catégorie de subdivision de NZ-AUK
- 2015-11-27 : Suppression de toutes les autorités unitaires; Suppression des îles NZ-N, NZ-S; Modification du nom de la subdivision de NZ-GIS, NZ-MBH, NZ-NSN, NZ-TAS, modification de la catégorie de subdivision remplacer conseil régional par région; mise à jour de la Liste Source
- 2020-11-24 : Correction du Code Source